# Бурдаев, Михаил Николаевич
Михаил Николаевич Бурдаев (27 августа 1932, Феодосия, Крымская АССР, РСФСР — 18 декабря 2019 года, Московская область) — советский космонавт-испытатель, (4-й набор ВВС, 1967), главный научный сотрудник Научно-исследовательского испытательного Центра подготовки космонавтов имени Ю. А. Гагарина, профессор Кафедры «Педагогика и психология высшей школы» Московского Государственного педагогического университета, член РАКЦ, доктор технических наук. Почётный радист СССР.

## Биография

### Происхождение, ранние годы и образование
Родился 27 августа 1932 года в городе Феодосии Крымской области, РСФСР. Отец — Николай Петрович Бурдаев (1904—1964), штурман ВВС в 1932—1940 годах, участник Великой Отечественной войны, генерал-майор авиации. Мать — Наталья Александровна Бурдаева (1909—1988). Жена — Елена Ивановна Веребрюсова (1932—2013) — историк, музейный работник, краевед, создатель общей экспозиции и космического уголка Тверского Государственного объединённого музея и экспозиции Музея Центра подготовки космонавтов имени Ю. А. Гагарина.
Учился в Ростовской спецшколе ВВС, окончил первый курс в 1948 году, но в связи с новым назначением отца, семья переехала в Баку. Окончил в 1950 году с золотой медалью мужскую среднюю школу № 193 имени Максима Горького Кишлинского района в Баку и начал служить в Вооружённых силах СССР в Ленинградской Краснознамённой Военно-Воздушной Инженерной Академии имени А. Ф. Можайского на морском отделении, которое он окончил в 1956 году по специальности «Эксплуатация самолетов и авиадвигателей» и получил квалификацию «инженер-механик ВВС». С 25 апреля 1956 года служил в 106-й авиационной дивизии тяжёлых бомбардировщиков в разных должностях. С 1959 года служил в НИИ-2 Войск противовоздушной обороны в городе Калинине (ныне — 2-й Центральный Научно-исследовательский институт Министерства обороны Российской Федерации).
9 июля 1963 года защитил диссертацию на соискание учёной степени Кандидата технических наук. 15 июня 1966 года ему было присвоено учёное звание Старшего научного сотрудника по специальности «Стрельба средств противовоздушной обороны страны».

### Космическая подготовка
После прохождения подготовки в Калининском аэроклубе в 1965—1967 годах, летом 1966 года прошел медкомиссию в Центральном военном научно-исследовательском авиационном госпитале (ЦНИАГ) в Москве в качестве одного из 8 кандидатов от НИИ-2 ПВО Но был признан годным после второго этапа, удалив гланды и скинув лишний вес, и был признан годным к спецтренировкам.
24 марта 1967 года был рекомендован к зачислению в отряд космонавтов Центра подготовки космонавтов ВВС (ЦПК ВВС), а 12 апреля 1967 года был назначен на должность слушателя-космонавта ЦПК ВВС. С мая 1967 по июль 1969 года он проходил общекосмическую подготовку:
- 17 апреля 1969 года — старший отряда слушателей-космонавтов;
- 30 апреля 1969 года — слушатель-космонавт 1-го Научно-исследовательского Центра подготовки космонавтов имени Ю. А. Гагарина;
- 18 августа 1969 года — космонавт 3-го отдела 1-го управления 1-го НИИ ЦПК имени Ю. А. Гагарина.

С августа 1969 по август 1970 года проходил подготовку в составе группы по программе «Союз-ВИ» (ОИС), а с августа 1970 по 1972 год готовился в группе космонавтов по программе «Алмаз» (ОПС), с конца декабря 1973 года готовился на долговременную орбитальную станцию, совместно с Валентином Витальевичем Лебедевым.
С декабря 1973 года проходил подготовку в группе космонавтов для полётов на транспортном космическом корабле 7К-С (транспортный корабль 11Ф732, позднее получил индекс 7К-СТ).
В 1973 году рекомендовал свою кандидатуру для одиночного облёта Марса на корабле «Союз 7К-Л1», но Центре подготовки космонавтов отклонил предложение.
С января 1974 года по 1976 год проходил подготовку к полёту в должности бортинженера экипажа на 7К-С вместе с Леонидом Поповым.
30 марта 1976 года был назначен на должность космонавта группы орбитальных кораблей и станций. С 30 января 1979 года входил в группу космонавтов космических летательных аппаратов специального назначения.
С 1976 по 1983 год проходил подготовку в группе на космическом корабле 7К-СТ.
12 февраля 1982 года была присвоена квалификация космонавта-испытателя.
20 апреля 1983 года был переведен из состава действующих космонавтов в группу управления отряда космонавтов и приказом Главкома ВВС № 392 был назначен на должность сменного руководителя группы управления отряда космонавтов 1-го НИИ ЦПК.
С января 1985 года был в должности сменного руководителя, ведущего инженера группы управления отряда космонавтов, а с 1986 по 189 годы был руководителем полетами, ведущим инженером 5 группы отряда космонавтов.
19 октября 1989 года был уволен из Вооружённых сил СССР в запас. 22 ноября 1989 года Приказом Начальника Центра подготовки космонавтов имени Ю. А. Гагарина исключён из списков личного состава войсковой части и переведён на должность старшего научного сотрудника ЦПК, где работал до 2009 года. Параллельно работал профессором кафедры «Педагогика и психология высшей школы» Московского государственного педагогического университета. С 23 февраля 1994 года в звании профессора.
Автор и соавтор более 350-ти публикаций в различных научных журналах, сборниках и отчётах по научно-исследовательским работам.

## Смерть
Умер 18 декабря 2019 года. Похоронен на кладбище деревни Леониха.

## Труды
- Баринов К. Н., Бурдаев М. Н., Мамон П. А. Динамика и принципы построения орбитальных систем космических аппаратов. М.: Машиностроение, 1975 — с. 270.
- Бурдаев М. Н. Теория годографов в механике космического полета". М.: ДОСААФ, 1970 год, 86 стр.
- Бурдаев М. Н. Теория и расчет спиралей для планеров. М.: ДОСААФ, 1970. 80 с.
- В составе авторского коллектива. Российский государственный научно-исследовательский испытательный центр подготовки космонавтов имени Ю. А. Гагарина, 2002.
- Бурдаев М. Н., Н. Д. Егуповым, К. А. Пупковым. «Спецшкола Военно-Воздушных Сил: люди, годы, жизнь». М.: МГТУ имени Н. Э. Баумана, 2004.

## Награды
- Почётный радист СССР (21.04.1980).
- Орден Почёта (02.03.2000) — за большие заслуги перед государством в развитии отечественной пилотируемой космонавтики[7].